# Емил Главанаков
Емил Главанаков е български диригент.
Роден е на 9 юли 1918 година в София. Завършва виола при Стефан Сугарев и композиция при Веселин Стоянов в Държавната музикална академия, след което свири в Софийската филхармония. Завършва курс по дирижиране и от 1950 година е диригент във Варненския симфоничен оркестър, където е главен художествен ръководител от 1956 до 1975 година. Дирижира основните симфонии на Волфганг Амадеус Моцарт, Лудвиг ван Бетховен, Ектор Берлиоз, Йоханес Брамс, Антон Брукнер, Пьотър Чайковски, Сергей Прокофиев, Дмитрий Шостакович, Александър Райчев, както и оперни постановки във Варненската опера. Награждаван е с орден „Кирил и Методий“ I степен.
Емил Главанаков умира на 6 юни 1978 година.